# نور الدليمي
نور الدليمي (6 فبراير 1973 -)، ممثلة لبنانية من أصل عراقي.

## عن حياتها
ولدت في الكويت لعائلة عراقية من مدينة الناصرية وقد حصلت على الجنسية اللبنانية بعد زواجها من رجل لبناني، انتسبت لجامعة بيروت لدراسة الحقوق لكن لم تكمل دراستها بسبب وقوع الغزو العراقي للكويت، بدأت تحقق طموحها في الوسط الفني بعد انفصالها عن زوجها اللبناني، حيث قامت الفنانة حياة الفهد بدعمها مقتنعة بأنها تملك الموهبة ملاقية الترحيب من عائلتها، بدايتها الفنية كانت في مسلسل «بين الماضي والحب» للمؤلفة الكويتية خلود النجار بعام 2011 ثم في مسلسل العضيد مع الفنان عبد العزيز المسلم، وقد شاركت بالعديد من المسلسلات الكويتية.

### مشوارها الفني
بدايتها كانت عندما تقدمت أختبار أداء لأختيار ممثلين ووجوه جديدة لصالح قناة إم بي سي 1 فتم قبولها اختارت لنفسها اسما فنياً «نور»، انطلاقتها الفعلية كانت في مسلسل ساهر الليل 3 حيث جسدت دور امرأة عراقية متزوجة من دبلوماسي كويتي وتعيش معه في الكويت، لديهما ابنتان وابنها منتسب إلى الجيش الكويتي، وبرغم عدم اتقانها للهجة العراقية إلا أنها تعلمتها من صديقاتها البغداديات المتزوجات من كويتيين قدمت أول دور بطولي لها في مسلسل حب في الأربعين، ثم توالت أعمالها والبطولات مثل أعمال، كحل أسود قلب أبيض، الخطايا العشر.

## موقفها من الغزو العراقي للكويت
عندما أنهت دراستها الثانوية، سافرت مع عائلتها في رحلة إلى إسبانيا في 14 يوليو 1990 قبل حدوث الغزو بأسبوعين، ثم توجهت إلى لندن في 1 أغسطس وعلمت بالغزو العراقي للكويت في اليوم التالي وانقطعت جميع وسائل الاتصال مع والدتها فاتصلت بأخوها المقيم في الولايات المتحدة وكان خارجاً بمظاهرات هناك فتوجه إليهم وقام بأخذهم إلى السعودية ظناً منهم بأنهم سيدخلون الكويت بصورة أسرع لقربها منها لكن لم يتسنى لهم دخولها لكونهم يحملون الجنسية العراقية وبعد غياب لأكثر من عامين عنها عادت للكويت وكانت قد تخلت عن جنسيتها العراقية ونالت الجنسية اللبنانية بعد زواجها وعن الغزو قالت:

## أعمالها

### من المسلسلات
| سنة الإنتاج | اسم المسلسل           | الشخصية |
| ----------- | --------------------- | ------- |
| 2011        | العضيد                | وسمية   |
| 2012        | بين الماضي والحب      | دلال    |
| 2012        | سيدة البيت            | بدور    |
| 2012        | وطن النهار            | غادة    |
| 2012        | شارع 90               | إبتهال  |
| 2012        | هجر الحبيب            | غنيمة   |
| 2013        | توالي الليل           | سعاد    |
| 2014        | حب في الأربعين        | لولوة   |
| 2015        | النور                 | نورة    |
| 2015        | تورا بورا             | موضي    |
| 2016        | حريم أبوي             | غنيمة   |
| 2016        | سيلفي 2               | سهيلة   |
| 2016        | خيانة وطن             | أم ياسر |
| 2017        | آخر المطاف            | ليلى    |
| 2017        | كحل أسود قلب أبيض     | منيرة   |
| 2017        | تعبت أراضيك           | نورة    |
| 2018        | الخطايا العشر         | طيبة    |
| 2019        | عشاق رغم الطلاق       | نادية   |
| 2019        | موضي قطعة من ذهب      | سبيكة   |
| 2019        | لا موسيقى في الأحمدي  | جليلة   |
| 2019        | الديرفة               | وسمية   |
| 2020        | رحى الأيام            | أم أحمد |
| 2020        | جنة هلي               | نهاد    |
| 2020        | بيت بيوت              | لطيفة   |
| 2020        | عالقون                | هند     |
| 2021        | مطر صيف               | مضاوي   |
| 2021        | مارغريت               | روضة    |
| 2021        | درب الهوى             | أم سعد  |
| 2021        | مكان آمن للحب         | منتهى   |
| 2022        | جوهرة                 | جوهرة   |
| 2022        | عاشر صفحة             | رابعة   |
| 2022        | ناطحة سحاب            | راوية   |
| 2022        | هيا الروح             | أم فهد  |
| 2022        | عائلة عبد الحميد حافظ | فضة     |
| 2022        | هيا الروح             | وسمية   |
| 2023        | منزل 12               | منيرة   |
| 2023        | مجاريح                | حنان    |
| 2025        | مناير وأربع كناين     | مناير   |
| 2025        | مدرسة النخبة          | دانة    |

### من المسرحيات
| سنة الإنتاج | المسرحية     | الشخصية |
| ----------- | ------------ | ------- |
| 2012        | قصر العجائب  |         |
| 2014        | بياع الجرايد |         |
| 2016        | البيدار      | سبيكة   |

### من أعمال السينما
| سنة الإنتاج | الفيلم          |
| ----------- | --------------- |
| 2013        | شريفة فيلم قصير |
| 2021        | يا بعده         |

## الجوائز
- 2013:  الكويت - جائزة الفنانة الأكثر تميّزاً من مهرجان «المميزون في رمضان» عن دورها في مسلسل توالي الليل.[11]
- 2017:  الكويت - جائزة أفضل ممثلة دور أول من مهرجان «الفن والإعلام» عن دورها في مسلسل كحل أسود قلب أبيض.[12]

## روابط خارجية
- نور على موقع قاعدة بيانات الأفلام العربية